# 名古屋大学出版会
名古屋大学出版会（なごやだいがくしゅっぱんかい）は、1982年に任意団体として設立され、「中部地方の、さらにはわが国の学術・文化の振興に寄与するため」1985年に財団法人化された大学出版会であり、中部地方を軸に、広く全国の大学・研究機関の研究者による研究書・大学教科書等の出版を行っている。
これまで、名古屋大学を中心としながらも、愛知教育大学、名古屋工業大学、愛知県立大学、名古屋市立大学、愛知学院大学、金城学院大学、椙山女学園大学、中京大学、中部大学、名古屋学院大学、南山大学などの各大学が、理事・評議員を出してきた。
公益法人制度改革に伴い、2012年に一般財団法人となった。
1998年、梓会出版文化賞特別賞を受賞、また2006年には、「学術分野での先駆的出版活動」に対して中日文化賞を受賞している。研究書・大学教科書（単著・共著・翻訳）を中心に、大部の著作も積極的に刊行するのが特徴で、2025年3月31日現在で出版点数は1166点、受賞件数は277件に及ぶなど編集には定評がある。
中部11県（愛知県、岐阜県、三重県、滋賀県、静岡県、長野県、福井県、石川県、富山県、新潟県、山梨県）の大学に在職する研究者の優れた研究成果（単著）に対する刊行助成制度を有する。

## 由来
1982年に任意団体として設立され、その後、中京地区の政財界、18の大学、名古屋大学同窓会・卒業生等からの寄附金により1985年に財団法人化された。名古屋大学構内にある事務所は、名古屋大学出版会が建設した上で名古屋大学に寄附し、賃貸料を支払って使用している。

## 主な出版物

### 受賞図書[4]
- 1985年[7]：Marie-Agnès Morita-Clément 著 『L’image de l’Allemagne dans le roman Français de 1945 à nos jours』 （フランス学士院アカデミーフランセーズ銅賞（文学賞））
- 1986年：小川鼎三監訳／酒井恒訳編 『ターヘル・アナトミアと解体新書』 （第22回日本翻訳出版文化賞）
- 1988年：訳者代表　國本哲男・山口厳・中条直樹 『ロシア原初年代記』 （第24回日本翻訳出版文化賞）
- 1989年：ウィリアム・ブレイク著　梅津濟美訳 『ブレイク全著作』 （第26回日本翻訳文化賞（2団体より））
- 1991年：伊藤正直著『日本の対外金融と金融政策』 （第31回エコノミスト賞）
- 1992年：田中正明著『日本湖沼誌』 （月刊「水」論文賞）、フランチェスコ・ペトラルカ著　池田廉訳 『ペトラルカ　カンツォニエーレ』 （第29回日本翻訳文化賞）
- 1993年：鈴木勝忠著『近世俳諧史の基層』 （第47回文部大臣奨励賞）
- 1994年：近藤孝弘著『ドイツ現代史と国際教科書改善』 （1993年度日本比較教育学会平塚賞）、毛里和子著『現代中国政治』 （第6回アジア・太平洋賞大賞）、黒田明伸著『中華帝国の構造と世界経済』 （第16回サントリー学芸賞）、森田勝昭著『鯨と捕鯨の文化史』 （第48回毎日出版文化賞）
- 1995年：林董一著『近世名古屋商人の研究』（第21回明治村賞）、成生達彦著『流通の経済理論』 （平成7年日本商業学会優秀賞／第27回経営科学文献賞）、福田眞人著『結核の文化史』 （第49回毎日出版文化賞）
- 1996年：佐々木英昭著『「新しい女」の到来』（第1回日本比較文学会賞）
- 1997年：稲賀繁美著『絵画の黄昏』 （第19回サントリー学芸賞／第14回渋沢・クローデル賞ルイ・ヴィトンジャパン特別賞／第 6回倫雅美術奨励賞）、湯浅信之訳『ジョン・ダン全詩集』（第34回日本翻訳文化賞）、須藤功著『アメリカ巨大企業体制の成立と銀行』 （1997年アメリカ学会清水博賞）
- 1998年：加藤弘之著『中国の経済発展と市場化』 （第14回大平正芳記念賞）、嘉数啓・吉田恒昭編 『アジア型開発の課題と展望』 （第10回アジア・太平洋賞特別賞）、坪井秀人著『声の祝祭』 （日本比較文学会創立50周年記念大賞）、谷本雅之著『日本における在来的経済発展と織物業』 （第41回日経・経済図書文化賞／平成10年度中小企業研究奨励賞）
- 1999年：竹本洋著『経済学体系の創成』（1999年度日本学士院賞）
- 2000年：岡本隆司著『近代中国と海関』 （第16回大平正芳記念賞）、稲賀繁美『絵画の東方』（第13回和辻哲郎文化賞）
- 2001年：高橋友子著『捨子たちのルネッサンス』（第23回マルコ・ポーロ賞）、和田光弘著『紫煙と帝国』 （2000年度アメリカ学会清水博賞）、松本俊郎著『「満州国」から新中国へ』 （第44回日経・経済図書文化賞）、末廣昭著『キャッチアップ型工業化論』 （第13回アジア・太平洋賞大賞）、長尾伸一著『ニュートン主義とスコットランド啓蒙』 （第23回サントリー学芸賞）、ルドヴィコ・アリオスト著　脇功訳 『アリオスト　狂えるオルランド』 （第38回日本翻訳文化賞）
- 2002年：佐藤彰一著『修道院と農民』 （2002年度日本学士院賞）、石川九楊著『日本書史』 （第56回毎日出版文化賞）、ルドヴィコ・アリオスト著　脇功訳 『アリオスト　狂えるオルランド』 （第11回ピーコ・デッラ・ミランドラ賞）、脇村孝平著 『飢饉・疫病・植民地統治』 （第6回国際開発研究大来賞）、田中恭子著『国家と移民』 （第14回アジア・太平洋賞特別賞）
- 2003年：ピーター・Ｂ・ハーイ著 『帝国の銀幕』（アメリカ映画・メディア学会賞）、丸川知雄著 『シリーズ現代中国経済３「労働市場の地殻変動」』 （第19回大平正芳記念賞）、溝口常俊著『日本近世・近代の畑作地域史研究』（2003年度人文地理学会学会賞）、ロバート・Ｄ・エルドリッヂ著『沖縄問題の起源』 （第25回サントリー学芸賞／第15回アジア・太平洋賞特別賞）
- 2004年：鍋島直樹著『ケインズとカレツキ』 （第1回経済学史学会研究奨励賞）、吉澤誠一郎著『天津の近代』 （第1回山口一郎記念賞）、佐藤宏著 『シリーズ現代中国経済7「所得格差と貧困」』（平成16年度発展途上国研究奨励賞）、秋田茂著『イギリス帝国とアジア国際秩序』 （第20回大平正芳記念賞）、松澤和宏著『生成論の探究』（第14回宮沢賢治賞奨励賞）、小林傳司著『誰が科学技術について考えるのか』（第4回日経BP・BizTech図書賞）、川島真著『中国近代外交の形成』（第26回サントリー学芸賞）、橘川武郎著『日本電力業発展のダイナミズム』 （第25回エネルギーフォーラム賞）、平野聡著『清帝国とチベット問題』 （第26回サントリー学芸賞）
- 2005年：岡本隆司著 『属国と自主のあいだ』（第27回サントリー学芸賞）、毛里和子著 『新版　現代中国政治』 （平成17年度櫻田會特別功労賞）、宮下規久朗著『カラヴァッジョ』 （第27回サントリー学芸賞／第10回地中海学会ヘレンド賞）、齋藤希史著『漢文脈の近代』 （第27回サントリー学芸賞）
- 2007年：山口庸子著『踊る身体の詩学』 （2006年度日本ドイツ学会奨励賞）、末廣昭著『ファミリービジネス論』 （第2回樫山純三賞）
- 2008年：長谷川博隆訳『モムゼン　ローマの歴史（全4巻）』（第45回日本翻訳文化賞）、宮紀子著『モンゴル時代の出版文化』 （第5回日本学術振興会賞／第5回日本学士院学術奨励賞）、山口庸子著 『踊る身体の詩学』（第5回日本独文学会賞）、J・グローマー著 『瞽女と瞽女唄の研究』 （第19回小泉文夫音楽賞／第25回田邉尚雄賞）、眞壁仁著『徳川後期の学問と政治』 （第6回徳川賞／第30回角川源義賞）、曽我謙悟・待鳥聡史著 『日本の地方政治』（2008年度日本公共政策学会賞著作賞）、本郷亮著『ピグーの思想と経済学』（第5回経済学史学会研究奨励賞）、須藤功著『戦後アメリカ通貨金融政策の形成』 （第15回連合駿台会学術賞）、浅野豊美著『帝国日本の植民地法制』 （第38回吉田茂賞）、林洋子著『藤田嗣治　作品をひらく』（第30回サントリー学芸賞）
- 2009年：モムゼン著　長谷川博隆訳 『モムゼン　ローマの歴史（全4巻）』（2008年度ドイツ連邦共和国レッシング翻訳賞）、安藤隆穂著『フランス自由主義の成立』（2009年度日本学士院賞）、橘川武郎・粕谷誠編 『日本不動産業史』（第4回不動産協会優秀著作奨励賞）、西澤泰彦著『日本植民地建築論』 （2009年日本建築学会賞）、浅野豊美著『帝国日本の植民地法制』（第25回大平正芳記念賞）、田所昌幸著『国際政治経済学』（第27回政治研究櫻田會奨励賞）、林洋子著『藤田嗣治　作品をひらく』（第14回日本比較文学会賞／第26回渋沢・クローデル賞ルイ・ヴィトンジャパン特別賞）、石川九楊著『近代書史』（第36回大佛次郎賞）、宮地英敏著『近代日本の陶磁器業』（第4回政治経済学・経済史学会賞）、松森奈津子著『野蛮から秩序へ』 （第31回サントリー学芸賞）
- 2010年：山中由里子著『アレクサンドロス変相』（第9回島田謹二記念学藝賞／第15回日本比較文学会賞／第7回日本学術振興会賞／第7回日本学士院学術奨励賞）、在来家畜研究会編 『アジアの在来家畜』 （平成23年度日本農学賞）、和田一夫著『ものづくりの寓話』（第53回日経・経済図書文化賞）、倉田徹著『中国返還後の香港』（第32回サントリー学芸賞）、韓載香著『「在日企業」の産業経済史』（平成22年度中小企業研究奨励賞・本賞）、井上正也著『日中国交正常化の政治史』（第40回吉田茂賞）
- 2011年：清川雪彦著『近代製糸技術とアジア』（第24回日本産業技術史学会賞）、韓載香著『「在日企業」の産業経済史』（第5回企業家研究フォーラム賞）、上島亨著『日本中世社会の形成と王権』（第33回角川源義賞）、清水耕一著『労働時間の政治経済学』（2010年度社会政策学会学術賞）、井上正也著『日中国交正常化の政治史』（第33回サントリー学芸賞）、菅山真次著『「就社」社会の誕生』 （第54回日経・経済図書文化賞／第26回冲永賞）、小堀聡著 『日本のエネルギー革命』 （第54回日経・経済図書文化賞／第6回政治経済学・経済史学会賞）、隠岐さや香著『科学アカデミーと「有用な科学」』（第33回サントリー学芸賞／第9回パピルス賞）、仁平典宏著『「ボランティア」の誕生と終焉』 （第13回損保ジャパン記念財団賞）、篠原久典・齋藤弥八著 『フラーレンとナノチューブの科学』（第64回中日文化賞）
- 2012年：和田一夫著 『ものづくりの寓話』（第25回日本産業技術史学会賞）、中西聡著『海の富豪の資本主義』 （2012年度日本学士院賞）、韓載香著『「在日企業」の産業経済史』 （第7回政治経済学・経済史学会賞）、隠岐さや香著 『科学アカデミーと「有用な科学」』 （第38回山崎賞／第9回日本学術振興会賞／第9回日本学士院学術奨励賞）、城山智子著『大恐慌下の中国』 （第28回大平正芳記念賞）、仁平典宏著 『「ボランティア」の誕生と終焉』 （日本社会学会第11回奨励賞）、水野千依著 『イメージの地層』 （第34回サントリー学芸賞／花王芸術・科学財団　第7回「美術に関する研究奨励賞」）、田中彰著『戦後日本の資源ビジネス』 （2012年度国際ビジネス研究学会賞／第16回日本流通学会賞）、高槻泰郎著『近世米市場の形成と展開』（第55回日経・経済図書文化賞）、坪井秀人著 『性が語る』（第4回鮎川信夫賞）、井口治夫著『鮎川義介と経済的国際主義』（第34回サントリー学芸賞）、堀まどか著『「二重国籍」詩人　野口米次郎』 （第34回サントリー学芸賞）
- 2013年：水野千依著 『イメージの地層』 （第1回フォスコ・マライーニ賞）、梶谷懐著 『現代中国の財政金融システム』 （第29回大平正芳記念賞）、貴堂嘉之著『アメリカ合衆国と中国移民』 （第18回アメリカ学会清水博賞）、井口治夫著 『鮎川義介と経済的国際主義』 （第7回企業家研究フォーラム賞）、福澤直樹著 『ドイツ社会保険史』 （第19回社会政策学会奨励賞）、川上桃子著 『圧縮された産業発展』 （第29回大平正芳記念賞）、麻田雅文著『中東鉄道経営史』 （第8回樫山純三賞／第4回鉄道史学会住田奨励賞）、沢井実著 『近代日本の研究開発体制』 （第56回日経・経済図書文化賞／第7回企業家研究フォーラム賞）、将基面貴巳著『ヨーロッパ政治思想の誕生』（第35回サントリー学芸賞）
- 2014年：高槻泰郎著『近世米市場の形成と展開』（第9回政治経済学・経済史学会賞）、田中祐理子著 『科学と表象』 （第5回表象文化論学会賞奨励賞）、末近浩太著『イスラーム主義と中東政治』（第4回地域研究コンソーシアム賞）、橋本周子著 『美食家の誕生』 （第31回渋沢・クローデル賞ルイ・ヴィトンジャパン特別賞）、高田英樹訳 『マルコ・ポーロ／ルスティケッロ・ダ・ピーサ　世界の記』（第51回日本翻訳文化賞）、柳澤悠著『現代インド経済』 （第18回国際開発研究大来賞）
- 2015年：マティアス・ゲルツァー著　長谷川博隆訳『ローマ政治家伝（全３巻）』 （第51回日本翻訳出版文化賞）、池上俊一著『公共善の彼方に』（第2回フォスコ・マライーニ賞）、太田淳著 『近世東南アジア世界の変容』 （第12回日本学術振興会賞／第12回日本学士院学術奨励賞）、西川輝著 『ＩＭＦ自由主義政策の形成』 （第10回政治経済学・経済史学会賞）、三牧聖子著『戦争違法化運動の時代』 （第20回アメリカ学会清水博賞）、林載桓著 『人民解放軍と中国政治』 （第36回発展途上国研究奨励賞／第27回アジア・太平洋賞特別賞）、前田裕子著 『ビジネス・インフラの明治』 （平成26年度土木学会出版文化賞）、稲吉晃著『海港の政治史』（第41回藤田賞）、近藤則夫著 『現代インド政治』 （第10回樫山純三賞）、奈良岡聰智著 『対華二十一ヵ条要求とは何だったのか』 （第37回サントリー学芸賞／第27回アジア・太平洋賞大賞）
- 2016年：ロバート・Ｄ・エルドリッヂ著 『尖閣問題の起源』 （第32回大平正芳記念賞／第3回国基研日本研究賞奨励賞）、成生達彦著 『チャネル間競争の経済分析』 （第2回日本応用経済学会著作賞）、杉山清彦著『大清帝国の形成と八旗制』 （平成28年度三島海雲学術賞）、夫馬進著 『朝鮮燕行使と朝鮮通信使』 （第14回徳川賞／第5回パジュ・ブック・アワード著作賞）、南修平著 『アメリカを創る男たち』 （第21回アメリカ学会清水博賞）、上村泰裕著 『福祉のアジア』 （第28回アジア・太平洋賞特別賞）、永岡崇著 『新宗教と総力戦』 （2016年度日本宗教学会賞）、塩出浩之著『越境者の政治史』 （第70回毎日出版文化賞／第38回サントリー学芸賞／第38回角川源義賞）、木村洋著『文学熱の時代』 （第38回サントリー学芸賞）、伊藤亜聖著 『現代中国の産業集積』 （第4回日本ベンチャー学会清成忠男賞）、石川亮太著『近代アジア市場と朝鮮』 （第59回日経・経済図書文化賞）、加藤弘之著 『中国経済学入門』 （第28回アジア・太平洋賞特別賞）
- 2017年：川邊岩夫著 『希土類の化学』（2017年日本地球化学会学会賞）、永岡崇著『新宗教と総力戦』 （第11回日本思想史学会奨励賞）、伊藤亜聖著『現代中国の産業集積』（第33回大平正芳記念賞）、渡辺将人著『現代アメリカ選挙の変貌』 （第33回大平正芳記念賞）、小野沢透著『幻の同盟　上下巻』 （第22回アメリカ学会清水博賞）、角谷快彦著『介護市場の経済学』 （2017年日本公共政策学会著作賞）、岡田勇著『資源国家と民主主義』 （2017年度ラテン・アメリカ政経学会研究奨励賞／第38回発展途上国研究奨励賞）、中谷惣著『訴える人びと』 （第14回日本学士院学術奨励賞／第14回日本学術振興会賞／第15回天野和夫賞／第3回フォスコ・マライーニ賞）、今井祐子著『陶芸のジャポニスム』 （第38回ジャポニスム学会賞）、鎌田由美子著『絨毯が結ぶ世界』 （第14回日本学士院学術奨励賞／第14回日本学術振興会賞）、神田さやこ著『塩とインド』 （第60回日経・経済図書文化賞）、岡本隆司著『中国の誕生』 （第29回アジア・太平洋賞特別賞／第12回樫山純三賞）、真崎翔著『核密約から沖縄問題へ』 （第4回日本島嶼学会研究奨励賞）
- 2018年：小川眞里子著『病原菌と国家』（第12回日本科学史学会学術賞）、鎌田由美子著『絨毯が結ぶ世界』 （第35回大平正芳記念賞）、野村康著『社会科学の考え方』（2018年日本公共政策学会著作賞）、池上俊一著『原典 ルネサンス自然学 上下巻』 （第54回日本翻訳出版文化賞）、宝剣久俊著『産業化する中国農業』（第34回大平正芳記念賞）、新居洋子著『イエズス会士と普遍の帝国』 （第40回サントリー学芸賞／第35回渋沢・クローデル賞本賞）、高島正憲著『経済成長の日本史』（第61回日経・経済図書文化賞）、韓載香著『パチンコ産業史』 （第40回サントリー学芸賞）、宮紀子著『モンゴル時代の「知」の東西 上下巻』（2018年パジュ・ブック・アワード著作賞）
- 2019年：鈴木広光著『日本語活字印刷史』（第8回ゲスナ―賞「本の本」部門金賞）、家島彦一著『イブン・バットゥータと境域への旅』 （第5回三笠宮オリエント学術賞）、森万祐子著『朝鮮外交の近代』 （第35回大平正芳記念賞）、宝剣久俊著『産業化する中国農業』 （2019年度日本農業経済学会学術賞）、長縄宣博著『イスラームのロシア』（第8回三島海雲学術賞）、湯澤規子著『胃袋の近代』（第19回人文地理学会学会賞／第12回生協総研賞研究賞）、清水麗著『台湾外交の形成』 （第31回アジア・太平洋賞特別賞）、小川道大著『帝国後のインド』 （第62回日経・経済図書文化賞）、松井裕美著『キュビスム芸術史』（第32回和辻哲郎文化賞）、中島裕喜著『日本の電子部品産業』（第44回中小企業研究奨励賞準賞）
- 2020年：鶴田綾著『ジェノサイド再考』（第32回日本アフリカ学会研究奨励賞）、関智英著『対日協力者の政治構想』（第36回大平正芳記念賞）、岩橋勝著『近世貨幣と経済発展』（第18回德川賞）、チャールズ・テイラー著　千葉眞監訳『世俗の時代（上下巻）』（第56回日本翻訳出版文化賞）、岩井茂樹著『朝貢・海禁・互市』（第63回日経・経済図書文化賞）、谷口美代子著『平和構築を支援する』（第32回アジア・太平洋賞特別賞／2020年度国際開発学会奨励賞／第24回国際開発研究大来賞）
- 2021年：長縄宣博著『イスラームのロシア』（第18回日本学士院学術奨励賞／第18回日本学術振興会賞）、関智英著『対日協力者の政治構想』（第10回三島海雲学術賞）、佐藤創著『試される正義の秤』（第42回アジア経済研究所発展途上国研究奨励賞）、蒲豊彦著『闘う村落』（第16回樫山純三賞）、本部勝大著『租税回避と法』（第1回租税法学会賞）、杉原薫著『世界史のなかの東アジアの奇跡』（第33回アジア・太平洋賞大賞）、松原知生著『転生するイコン』（第5回フォスコ・マライーニ賞）、東慎一郎著『ルネサンスの数学思想』（第16回日本科学史学会学術賞）、三浦篤著『移り棲む美術』（第72回芸術選奨文部科学大臣賞／第34回和辻哲郎文化賞）、北村陽子著『戦争障害者の社会史』（第43回サントリー学芸賞）、中村督著『言論と経営』（第38回渋沢・クローデル賞本賞）
- 2022年：安元稔著『イギリス歴史人口学研究』（第18回日本人口学会賞普及奨励賞）、中村督著『言論と経営』（第43回日本出版学会賞奨励賞）、田中智晃著『ピアノの日本史』（2022年度第16回企業家研究フォーラム賞）、堀内義隆著『緑の工業化』（第43回アジア経済研究所発展途上国研究奨励賞／2022年度中小企業研究奨励賞経済部門・準賞）、五十嵐隆幸著『大陸反攻と台湾』（第38回大平正芳記念賞／第12回地域研究コンソーシアム賞／第8回猪木正道賞／2022年度国際安全保障学会最優秀出版奨励賞（佐伯喜一賞））、山本嘉孝著『詩文と経世』（第15回日本古典文学学術賞）、井上正夫著『東アジア国際通貨と中世日本』（第34回アジア・太平洋賞特別賞）、藤田菜々子著『社会をつくった経済学者たち』（第11回名古屋大学水田賞）アダム・タカハシ著『哲学者たちの天球』（webゲンロン「人文的大賞2022」（著作部門））
- 2023年：岩橋勝著『近世貨幣と経済発展』（第113回日本学士院賞）、田中智晃著『ピアノの日本史』（2023年政治経済学・経済史学会賞）、稲葉肇著『統計力学の形成』（第18回日本物理学会若手奨励賞）、小林和夫著『奴隷貿易をこえて』（第44回アジア経済研究所発展途上国研究奨励賞／2023年度大隈記念学術褒賞（奨励賞））、アンソニー・リード著/太田淳・長田紀之監訳『世界史のなかの東南アジア（上下巻）』（第39回大平正芳記念賞特別賞）、庄司智孝著『南シナ海問題の構図』（第39回大平正芳記念賞正賞）、前田簾孝著『塩と帝国』（第5回井筒俊彦学術賞）、杉本史子著『絵図の史学』（第1回中川久定記念基金由学館賞）、中屋信彦著『中国国有企業の政治経済学』（第35回アジア・太平洋賞特別賞）、藤田菜々子著『社会をつくった経済学者たち』（第8回（2023年度）進化経済学会学会賞）、月澤美代子著『ツベルクリン騒動』（第35回矢数医史学賞／第12回日本医学ジャーナリスト協会賞優秀賞）、森宜人著『失業を埋めもどす』（2022年度日本ドイツ学会奨励賞）、藤原貞朗著『共和国の美術』（第33回吉田秀和賞）、高橋力也著『国際法を編む』（第56回安達峰一郎記念賞）、杉江あい著『カースト再考』（2023年度国際開発学会奨励賞）、小俣ラポー日登美著『殉教の日本』（第45回サントリー学芸賞）
- 2024年：中屋信彦著『中国国有企業の政治経済学』（2023年度日本比較経営学会学術賞）、月澤美代子著『ツベルクリン騒動』（第18回日本科学史学会学術賞）、高橋力也著『国際法を編む』（第40回大平正芳記念賞）、小俣ラポー日登美著『殉教の日本』（第21回日本学術振興会賞／第21回日本学士院学術奨励賞）、田村美由紀著『口述筆記する文学』（2024年度第19回女性史学賞）、鄭黄燕著『都市化の中国政治』（第45回アジア経済研究所発展途上国研究奨励賞）、沢井実著『日本帝国圏鉄道史』（第15回鉄道史学会住田奨励賞）、桑原夏子著『聖母の晩年』（第29回地中海学会ヘレンド賞／第6回西脇順三郎学術賞）、木土博成著『近世日琉関係の形成』（第52回伊波普猷賞）、林采成著『健康朝鮮』（第36回アジア・太平洋賞特別賞）、小林亮介著『近代チベット政治外交史』（第46回サントリー学芸賞）、谷本雅之著『在来的発展と大都市』（2024年度中小企業研究奨励賞 特賞）、平井健介著『日本統治下の台湾』（第37回和辻哲郎文化賞）